# Säulenschwenkkran
Säulenschwenkkrane sind Krane, die vorwiegend für das Materialhandling in Produktions- und Montagehallen in der Industrie verwendet werden. Sie bestehen aus einer fest montierten Säule und einem drehbaren Ausleger mit einem daran verfahrbaren Hubwerk an einer Laufkatze. Im Unterschied zum Turmdrehkran, der vorwiegend auf Baustellen zum Einsatz kommt, ist der Säulenschwenkkran fest montiert und nicht ohne weiteres ortsveränderlich und oft für eine bestimmte festgelegte Aufgabe im Rahmen eines intralogistischen Materialflusses vorgesehen.

## Bodenbefestigung
Anders als Turmdrehkrane haben Säulenschwenkkrane meist über die gesamte Länge des Auslegers dieselbe Tragfähigkeit. Ermöglicht wird dies durch eine oftmals anspruchsvolle Bodenbefestigung, die es ermöglicht, das Lastmoment der angehängten Last stets vollständig in den Boden, zum Beispiel den Betonboden einer Industriehalle, abzuleiten.

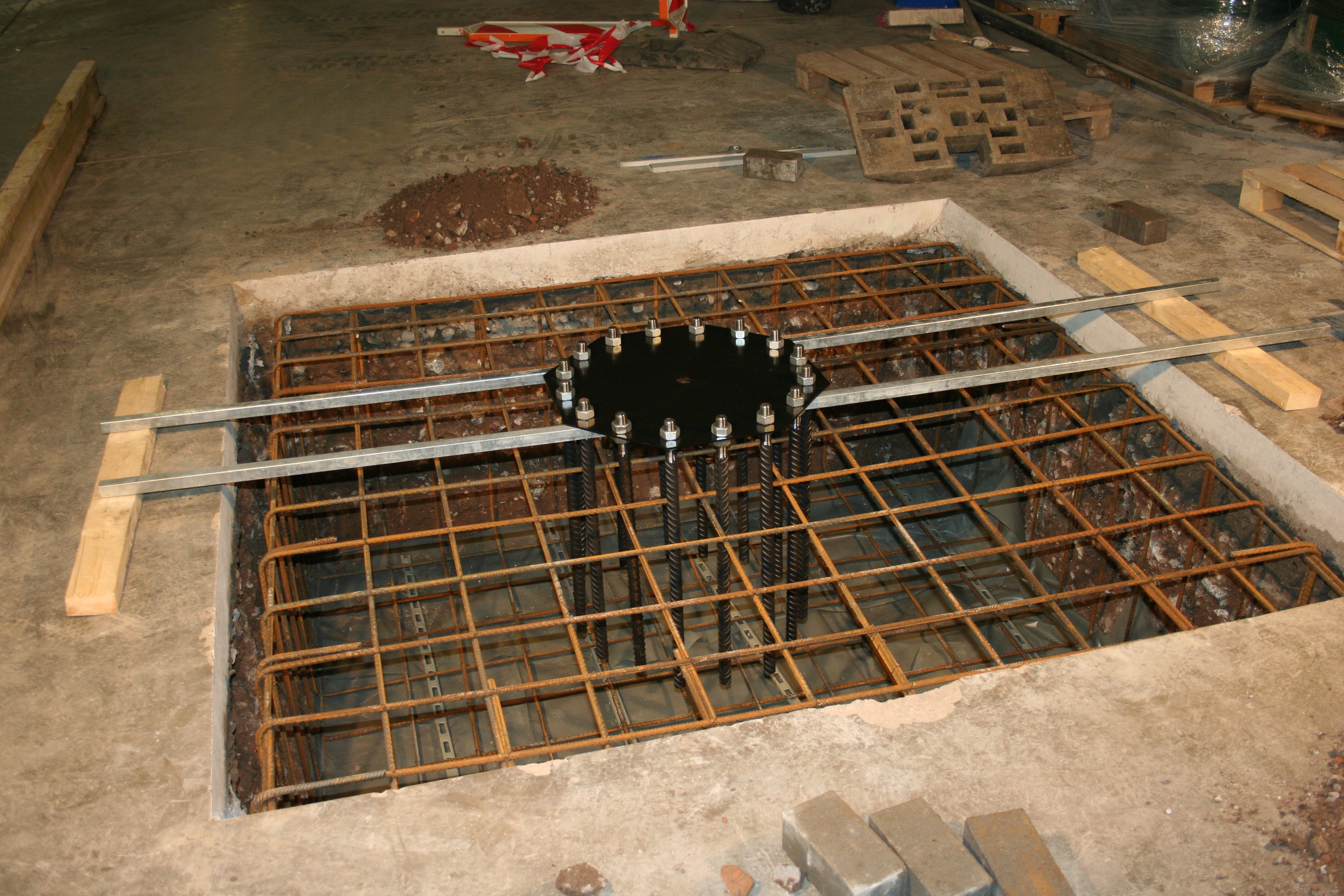
Vorbereitetes Fundament für einen Säulenschwenkkran mit Bewehrungskorb und Ankerstangen, an denen später die Säule angeschraubt wird.

Je nach Beschaffenheit des Gebäudes sind dabei unterschiedliche Bodenbefestigungen möglich, etwa durch einen einbetonierten Korb aus Bewehrungsstahl mit entsprechenden Ankerstangen, eine großflächige Zwischenplatte, die mit Ankern am Hallenboden oder einer Zwischendecke befestigt wird oder inzwischen auch eine Dübelbefestigung, die den speziellen Anforderungen der dynamischen Belastung standhält.

## Bestandteile

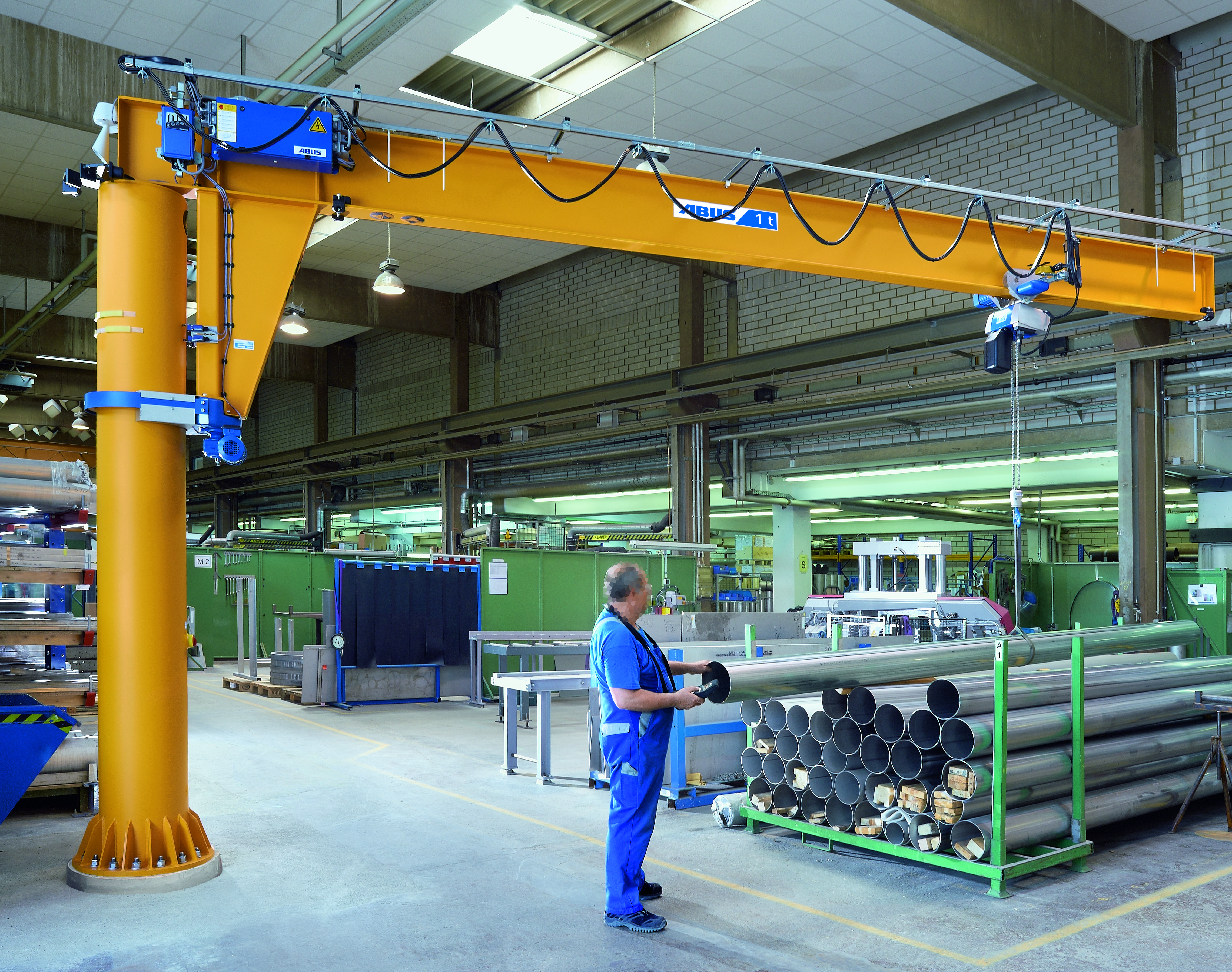
Säulenschwenkkran. Links Säulenfuß. Ausleger mit Konsole und Schwenkantrieb, Laufkatze und Stromzuführung

Die Säule des Säulenschwenkkrans wird mit ihrem Säulenfuß an der Bodenbefestigung angeschraubt. Mittels der zahlreichen Schrauben ist ein Ausrichten der Säule möglich, damit der Ausleger später exakt waagerecht hängt, was vor allem bei handbetriebenen Laufkatzen dafür sorgt, dass die Last leichtgängig verfahren werden kann.
Die Säule selber ist ein nahtloses oder gewickelt geschweißtes Stahlrohr. Am oberen Ende nimmt es den Ausleger auf, der üblicherweise aus einem Vollwandträger besteht. Über eine Konsole stützt sich der Ausleger mit einem Rollenkasten gegen sie Säule ab. Am Ausleger verfährt am Unterflansch das Hubwerk an einer Laufkatze. Oftmals kommen hier Elektrokettenzüge mit elektrischem oder handbetriebenem Fahrwerk zum Einsatz, aber auch Elektroseilzüge sind im höheren Tragfähigkeitsbereich möglich.
Für die Stromzuführung ist in der Säule zum einen ein Schleifring nötig, der eine unendliche Drehbarkeit des Auslegers gewährleistet, für die Stromzuführung zur Laufkatze kommt eine Schleppleitung oder Energiekette zum Einsatz.
Weitere Zusatzkomponenten können am Kran angebracht werden, etwa ein elektrischer Schwenkantrieb, der zum Beispiel an der Konsole des Auslegers mittels Reibrädern ausgeführt ist. Je nach Raumverhältnissen sind mechanische Begrenzungen des Schwenkwinkels möglich oder elektrische Schalter zur Endabschaltung des Schwenkantriebs. Funksteuerungen sind auch an Schwenkkranen weit verbreitet.